# فرویو (آیووا)
فرویو (به انگلیسی: Fairview) یک منطقهٔ مسکونی در ایالات متحده آمریکا است که در شهرستان جونز، آیووا واقع شده‌است. فرویو ۲۹۶٫۸۸ متر بالاتر از سطح دریا واقع شده‌است.